# WTA-toernooi van Felixstowe
Het WTA-toernooi van Felixstowe was een tennistoernooi voor vrouwen dat van 1886 tot en met 1983 plaatsvond in de Engelse stad Felixstowe. De officiële naam van het toernooi was East of England Championship. Het werd gespeeld op grasbanen.

## Geschiedenis
Bron: 
Eind jaren 1880 en begin jaren 1890 werd een East of England-toernooi gehouden in Filey (Yorkshire), maar dat had slechts een plaatselijk karakter en bereikte nooit de status van het toernooi dat voor het eerst in 1886 in Felixstowe werd gehouden. Het Felixstowe-toernooi werd uiteindelijk een aanvulling op het North of England Championship (meestal gehouden in Scarborough, Yorkshire), het South of England Championship (gehouden in Eastbourne, Sussex) en het West of England Championship (oorspronkelijk georganiseerd in Bath, maar later in Bristol, South West England).
Het Felixstowe-toernooi werd voor het eerst East of England Championship genoemd rond 1889, hetgeen een aanwijzing is dat niet alleen de status ervan toenam maar ook dat het populair werd onder de beste spelers. Felixstowe ligt in het zuidoostelijke graafschap Suffolk en is een populaire badplaats – het is een van de vele toernooien die een dergelijke oorsprong hebben, niet alleen op de Britse eilanden.
In de beginjaren was het vrouwenenkelspel vrij bescheiden van omvang. Zoals de finaletabel aangeeft, werd het echter snel populair bij enkele topspelers en behield het deze populariteit bijna tot aan zijn opheffing.
In de eerste decennia van zijn bestaan werd het East of England-toernooi meestal rond half augustus georganiseerd. In latere jaren werd het meestal gehouden in de tweede of derde week van juli, net na Wimbledon. Het toernooi overleefde de omwentelingen van twee wereldoorlogen en de overgang naar het open tijdperk nog vijftien jaar, voordat het in 1983 werd stopgezet.

## Officiële namen
| 1886, 1888 | Felixstowe Open Lawn Tennis Tournament |
| 1889–1896  | Eastern Counties Championship          |
| 1897–1968  | East of England Championship           |
| 1969–1973  | East of England Open Championship      |
| 1974–1983  | East of England Championship           |

## Meervoudig winnaressen enkelspel
| speelster                  | aantal titels | in de jaren            |
| -------------------------- | ------------- | ---------------------- |
| Dorothea Douglass-Chambers | 5             | 1902, 1906–1908, 1910  |
| Geraldine Beamish          | 4             | 1921, 1922, 1926, 1933 |
| Elsie Goldsack-Pitmann     | 4             | 1931, 1932, 1938, 1939 |
| Joan Ridley                | 3             | 1927–1929              |

De volgende speelsters wonnen de titel tweemaal: Jadwiga Jędrzejowska (Polen), Agnes Morton, Alice Greene, Beryl Tulloch, Connie Wilson, Deborah Stewart, Elsie Lane, Mabel Davey-Clayton en Sheila Griffin-Bramley, allen uit het Verenigd Koninkrijk, tenzij anders vermeld.

## Finales

### Enkelspel
| jaar              | winnares                                  | verliezend finaliste                      | uitslag                                   |
| ----------------- | ----------------------------------------- | ----------------------------------------- | ----------------------------------------- |
| 1886              | A. Ridley                                 | Helen Kersey                              | 6-1, 6-5                                  |
|                   |                                           |                                           |                                           |
| 1888              | Nellie Turner                             | Freda Green                               | 4-6, 6-2, 10-8                            |
| 1889              | Ivy Arbuthnot                             | Helen Kersey                              | 6-3, 6-4                                  |
| 1890              | Florence Noon-Thompson                    | Winifred Kersey                           | 6-3, 6-4                                  |
| 1891              | Winifred Kersey                           | C. Tidbury                                | 6-4, 6-2                                  |
|                   |                                           |                                           |                                           |
| 1893              | Elsie Lane                                | Henrietta Horncastle                      | 6-3, 11-9                                 |
| 1894              | M. Burton                                 | E. Burton                                 | 6-3, opg.                                 |
| 1895              | Elsie Lane                                | A. Inge                                   | 6-1, 6-3                                  |
| 1896              | Emma Ridding                              | Henrica Ridding                           | gedeeld                                   |
| 1897              | Mrs White                                 | Henrietta Horncastle                      | 6-3, 6-3                                  |
| 1898              | Edith Austin                              | Miss Tootell                              | 6-1, 6-2                                  |
| 1899              | Beryl Tulloch                             | Elsie Lane                                | 6-8, 6-2, 6-4                             |
| 1900              | Beryl Tulloch                             | Winifred Kersey                           | 4-6, 6-0, 6-2                             |
| 1901              | Connie Wilson                             | Hilda Lane                                | 6-2, 6-4                                  |
| 1902              | Dorothea Douglass                         | Winifred Longhurst                        | 6-3, 4-6, 9-7                             |
| 1903              | Alice Greene                              | Connie Wilson                             | 6-3, 3-6, 7-5                             |
| 1904              | Connie Wilson                             | Agnes Morton                              | 6-3, 6-3                                  |
| 1905              | Alice Greene                              | Marion Colbatch-Clark                     | 8-6, 6-2                                  |
| 1906              | Dorothea Douglass                         | Connie Wilson                             | 14-14, opg.                               |
| 1907              | Dorothea Douglass-Chambers                | Agnes Morton                              | 6-2, 6-2                                  |
| 1908              | Dorothea Douglass-Chambers                | Agnes Morton                              | 6-1, 6-3                                  |
| 1909              | Agnes Morton                              | Mary Gray Curtis-Whyte                    | 6-0, 6-1                                  |
| 1910              | Dorothea Douglass-Chambers                | M. Messom                                 | 6-0, 6-2                                  |
| 1911              | Dorothy Holman                            | Winifred McNair                           | 6-3, 3-6, 6-2                             |
| 1912              | Agnes Morton                              | Dorothea Douglass-Chambers                | 5-7, 6-3, opg.                            |
| 1913              | Winifred McNair                           | Elizabeth Ryan                            | 7-5, 7-5                                  |
| 1914–1918         | geen toernooi, wegens Eerste Wereldoorlog | geen toernooi, wegens Eerste Wereldoorlog | geen toernooi, wegens Eerste Wereldoorlog |
| 1919              | Muriel Ledger-Hextall                     | Mrs F.W. Hodges                           | 6-4, 4-6, 6-2                             |
| 1920              | Mabel Davey-Clayton                       | Phyllis Carr-Satterthwaite                | 6-4, 6-3                                  |
| 1921              | Geraldine Ramsey-Beamish                  | Mabel Davey-Clayton                       | 6-3, 7-5                                  |
| 1922              | Geraldine Ramsey-Beamish                  | Mabel Davey-Clayton                       | 6-0, 6-2                                  |
| 1923              | Mabel Davey-Clayton                       | Geraldine Ramsey-Beamish                  | 1-6, 6-2, 10-8                            |
| 1924              | Ermyntrude Harvey                         | Claire Beckingham                         | 6-4, 6-1                                  |
| 1925              | Claire Beckingham                         | Geraldine Ramsey-Beamish                  | 3-6, 6-3, 6-3                             |
| 1926              | Geraldine Ramsey-Beamish                  | Elsie Goldsack                            | 6-4, 6-2                                  |
| 1927              | Joan Ridley                               | Geraldine Ramsey-Beamish                  | 6-3, 4-6, 7-5                             |
| 1928              | Joan Ridley                               | Geraldine Ramsey-Beamish                  | 6-4, 6-3                                  |
| 1929              | Joan Ridley                               | Elsie Goldsack                            | 5-7, 6-3, 6-3                             |
| 1930              | Nancy Lyle                                | Elsie Goldsack-Pittman                    | 6-4, 6-3                                  |
| 1931              | Elsie Goldsack-Pittman                    | Joan Ridley                               | 6-2, 6-2                                  |
| 1932              | Elsie Goldsack-Pittman                    | Ermyntrude Harvey                         | 6-0, 8-6                                  |
| 1933              | Geraldine Ramsey-Beamish                  | Lucy Bond-Pretty                          | 6-1, 6-1                                  |
| 1934              | Freda Scott                               | Joan Ridley                               | 12-10, 8-8, opg.                          |
| 1935              | Leila Row                                 | Freda Scott                               | 6-3, 6-2                                  |
| 1936              | Audrey de Smidt-Allister                  | Nancy Palmer                              | 6-2, 6-2                                  |
| 1937              | Jadwiga Jędrzejowska                      | Audrey Wright                             | 6-1, 6-4                                  |
| 1938              | Elsie Goldsack-Pittman                    | Rosemary Thomas                           | 7-5, 9-7                                  |
| 1939              | Elsie Goldsack-Pittman                    | Iris Hutchings                            | 2-6, 6-1, 6-3                             |
| 1940–1946         | geen toernooi, wegens Tweede Wereldoorlog | geen toernooi, wegens Tweede Wereldoorlog | geen toernooi, wegens Tweede Wereldoorlog |
| 1947              | Jadwiga Jędrzejowska                      | Bibi Gullbrandsson                        | 6-1, 6-2                                  |
| 1948              | Jean Nicoll-Bostock                       | Jean Quertier                             | 11-9, 6-2                                 |
| 1949              | Patricia Ward                             | Joey Physick-David                        | 7-5, 6-2                                  |
| 1950              | Margaret Emerson                          | Anne Shilcock                             | 6-2, 6-2                                  |
| 1951              | Anne Shilcock                             | Joey Physick-Lloyd                        | 1-6, 6-4, 6-4                             |
| 1952              | Jean Quertier-Rinkel                      | Baba Lewis                                | 6-1, 4-6, 6-2                             |
| 1953              | Lucille van der Westhuizen                | D. Midgley                                | 6-0, 6-3                                  |
| 1954              | Shirley Bloomer                           | Heather Redwood-Robson                    | 6-3, 6-1                                  |
| 1955              | Bea Walter                                | Anthea Gibb                               | 6-4, 6-2                                  |
| 1956              | Elaine Becroft                            | Christine Truman                          | 6-4, 3-6, 6-4                             |
| 1957              | Patricia Hird                             | Inge Overgaard                            | 6-2, 6-0                                  |
| 1958              | A. Hardwick                               | Pia Balling                               | 7-5, 6-2                                  |
| 1959              | Sheila Griffin-Bramley                    | J. Stedman                                | 6-3, 6-2                                  |
| 1960              | Sheila Griffin-Bramley                    | Elaine Watson-Shenton                     | gedeeld                                   |
| 1961              | J. Watts                                  | Sheila Griffin-Bramley                    | 7-5, 1-6, 6-3                             |
| 1962              | Judy Davidson                             | Elizabeth Terry                           | 6-2, 6-3                                  |
| 1963              | Alison Stroud                             | Mrs S. Stevenson                          | 6-4, 4-6, 6-4                             |
| 1964              | Elizabeth Starkie                         | Deidre Catt                               | 9-7, 4-6, 6-4                             |
| 1965              | Rita Bentley                              | Elizabeth Starkie                         | 7-5, 3-6, 6-2                             |
| 1966              | Jill Blackman                             | Laura Rossouw                             | 6-3, 6-4                                  |
| 1967              | Patti Hogan                               | Lynn Abbes                                | 6-2, 6-3                                  |
| 1968              | Janice Townsend                           | Jenny Staley-Hoad                         | 11-9, 6-1                                 |
| ↓ open tijdperk ↓ |                                           |                                           |                                           |
| 1969              | Anita van Deventer                        | Brenda Kirk                               | 6-2, 6-4                                  |
| 1970              | Corinne Molesworth                        | Robin Blakelock-Lloyd                     | 2-6, 6-4, 6-2                             |
| 1971              | Jill Cooper                               | Corinne Molesworth                        | 6-3, 6-2                                  |
| 1972              | Patricia Coleman                          | Wendy Turnbull                            | 7-5, 8-6                                  |
| 1973              | Greer Stevens                             | Diane Riste                               | 6-2, 6-1                                  |
| 1974              | Gwen Stirton                              | Lois Raymond                              | 6-3, 7-5                                  |
| 1975              | Lindsay Blachford                         | Annette Coe                               | 2-6, 6-2, 6-2                             |
| 1976              | J. Wilton                                 | Julia Lloyd                               | 6-3, 7-5                                  |
| 1977              | Linda Geeves                              | Jill Cottrell                             | 6-2, 6-4                                  |
| 1978              | Deborah Stewart                           | Hagit Zubary                              | 6-2, 9-7                                  |
| 1979              | Phyllis Blackwell                         | E. Sharp                                  | 6-4, 6-3                                  |
| 1980              | Elizabeth Little                          | Sonia Davies                              | 6-1, 6-1                                  |
| 1981              | Deborah Stewart                           | Jane Plackett                             | 6-3, 6-3                                  |
| 1982              | Joy Tacon                                 | Belinda Cordwell                          | 4-6, 6-3, 6-2                             |
| 1983              | Jane Langstaff                            | Paulette Moreno                           | 7-6, 6-0                                  |